# Michael Hansen (fodboldspiller, født 1971)
 Der er flere personer med dette navn, se Michael Hansen.
Michael Hansen (født 22. september 1971 i Nykøbing Falster) er en dansk tidligere fodboldspiller- og nuværender cheftræner for FC Fredericia i sæsonen 2018-2019.
Fra 1991 til 2006 spillede Hansen 371 kampe i Superligaen, og er sammen med Mogens Krogh på en samlet tredjeplads over flest spillede kampe i ligaen.

## Klubkarriere
Hansen fik sin fodboldopdragelse i Nykøbing Falster klubberne B.1921 og B.1901. Han debuterede for B.1901s førstehold som 16-årig. Som 18-årig skiftede han til Næstved IF, hvor han var på kontrakt indtil udgangen af 1990.

### Silkeborg IF
Den 1. januar 1991 skiftede han til superligaklubben Silkeborg IF, der på daværende tidspunkt blev trænet af Viggo Jensen. Han fik debut for holdet 17. marts 1991 på Gentofte Stadion, da han spillede hele udekampen mod B 1903.
I sæsonen 1993-94 vandt Silkeborg IF og Hansen det danske mesterskab for første gang i klubbens historie.

### Odense Boldklub
Michael Hansen skiftede i sommeren 1996 til Odense Boldklub, efter en handel hvor OB sendte Johnny Hansen til Silkeborg i en ren byttehandel. Klubben rykkede efter sæsonen 1997-98 ud af Superligaen, og Michael Hansen forlod derefter klubben. I to sæsoner spillede han 58 kampe i Superligaen og scorede otte mål for klubben.

### NAC Breda
Efter nedrykningen i Odense, skiftede Michael Hansen den 1. januar 1999 til den hollandske klub NAC Breda, på en kontrakt gældende indtil sommeren 2002. Da han ankom til klubben var halvdelen af sæsonen i Æresdivisionen spillet. Klubben var bundhold, og endte også med at rykke ud af landets bedste række. Sæsonen efter i Eerste divisie var NAC Breda suveræne, og sikrede sig dermed en hurtig tilbagevenden til Æresdivisionen. Michael Hansen havde svært ved at tilkæmpe sig en plads i startopstillingen i klubben, og spillede ikke mange hele kampe for klubben. I slutningen af transfervinduet i august 2000 forlod Hansen klubben.

### Esbjerg fB
1. september 2000 vendte Michael Hansen tilbage til Danmark, da han tiltrådte i Esbjerg fB der netop var rykket ud af Superligaen. Her blev han også genforenet med træner Viggo Jensen, som han både havde haft i Silkeborg og på U/21-landsholdet.
Klubben sikrede sig i sæsonen 2000/01 oprykning fra 1. division, og kunne igen spille i landets bedste række. I Superligaen 2001-02 og 2002-03 spillede Michael Hansen henholdsvis 20 og 33 kampe for Esbjerg, ligesom det blev til seks og syv mål i ligaen. Han nåede i alt at spille 83 kampe for klubben, inden han i sommeren 2003 skiftede til FC Midtjylland.

### FC Midtjylland
Michael Hansen underskrev i sommeren 2003 en kontrakt med FC Midtjylland gældende til 31. januar 2005. Hansen fik hurtig fast plads i startopstilligen, og i den første sæson spillede han 25 superligakampe, hvoraf de 21 var fra start. Klubben endte på sjettepladsen i ligaen, og Hansen blev en overgang udpeget som anfører for holdet.
I Superligaen 2004-05 vandt Hansen og FC Midtjylland bronzemedaljer, efter de endte med samme pointtal som F.C. København på andenpladsen. Hansen spillede 30 ud af 33 ligakampe, og blev halvvejs inde i sæsonen udpeget som ny anfører efter Peter Skov-Jensen forlod klubben. Da Michael Hansens kontrakt udløb 31. december 2005 forlod han klubben, efter at han havde spillet 84 kampe og scoret ni mål for klubben. Heraf var de 73 kampe i Superligaen.

### Silkeborg (2006-2007)
Silkeborg IF blev Michael Hansens sidste klub som professionel fodboldspiller. 15 år efter at træner Viggo Jensen første gang hentede Hansen til Silkeborg, blev de igen samlet i klubben. Parterne indgik i starten af januar 2006 en aftale der var gældende til sommeren 2007. Han blev hurtigt anfører for holdet, og spillede i foråret 13 kampe fra start. I Superligaen 2006-07 spillede Hansen 17 kampe i efteråret. Den sidste var hjemmekampen mod OB den 19. november 2006, da Silkeborg tabte 1-3 på Silkeborg Stadion.
I optakten til forårssæsonen 2007, blev Michael Hansen i februar frataget anførerbindet af den nytiltrådte træner Preben Lundbye. Dette skete med henvisning til at Hansen kun havde ét halvt år tilbage af sin kontrakt med klubben. Knap tre uger senere, 5. marts, meddelte Michael Hansen at han stoppede sin aktive karriere med øjeblikkelig virkning. Derefter ville han gøre karriere som ejendomsmægler, ligesom han skulle fungere som træner og instruktør på Silkeborg Fodbold College.

## Landsholdskarriere
Michael Hansen blev i juli 1987 for første gang udtaget til et ungdomslandshold under Dansk Boldspil-Union, da han skulle repræsenterer U/17-landsholdet ved en Internordisk turnering i Sverige. Den første kamp blev spillet 26. juli, da Danmark vandt 2-1 over Island. Hansen spillede hele kampen. Fra 1987 til 1988 spillede han i alt otte U/17 landskampe.
Danmarks U/19-fodboldlandshold blev næste trin for Michael Hansen, da han i juli 1988 debuterede i en kamp mod Norge ved en turnering i Polen. 10. april 1990 spillede Hansen sin første kamp for U/21-landsholdet, da han fik 90 minutters spilletid i en venskabskamp mod DDR. Kampen blev i øvrigt spillet i Michael Hansens fødeby Nykøbing Falster.
Ved Sommer-OL 1992 i Barcelona kom Michael Hansen med i Danmarks bruttotrup der skulle kæmpe om olympiske medaljer. Efter to uafgjorte og ét nederlag gik Danmark ikke videre fra gruppespillet. Hansen fik ikke spilletid i turneringen. Fra 1990 til 1993 spillede han i alt 16 kampe og scorede ét mål for U/21 mandskabet. Sidste kamp kom 30. marts 1993 i en hjemmekamp mod Spanien.
Michael Hansen optrådte i alt fire gange for Ligalandsholdet. Første kamp var i 1995, da han spillede mod Portugal under en turnering i Canada. I februar 2003 spillede han tre kampe under en turnering i Thailand og Hong Kong.

## Trænerkarriere
Michael Hansen blev 1. august 2007 ansat som spillende assistenttræner i 1. divisionsklubben Skive IK, der på daværende tidspunkt havde Søren Frederiksen som cheftræner. Efter kun fire måneder på posten blev Hansen udpeget som ny cheftræner, da Søren Frederiksen i december 2007 var blevet købt fri at sin kontrakt med Skive, på grund af han skulle være assistenttræner i Viborg FF.
Hansen tiltrådte formelt som cheftræner i Skive IK den 1. januar 2008, og han fik klubbens daværende målmand Martin S. Jensen som sin assistent. Claus Madsen, som Michael Hansen blandt andet spillede sammen med i FC Midtjylland, blev fra 1. januar 2010 ny assisenttræner i klubben efter Martin S. Jensen. Efter sæsonen 2012-13 valgte Michael Hansen at forlade Skive IK. Dette skete efter at klubben netop var rykket ned i 2. division.
FC Vestsjælland blev næste stop i Michael Hansens trænerkarriere, da den nyoprykkede superligaklub fra Slagelse, den 8. juni 2013 meddelte at Hansen skulle være assistenttræner og 'first assistant coach' under cheftræner Ove Pedersen.
Efter ét år som assistent, blev Hansen i maj 2014 udpeget som ny cheftræner i FC Vestsjælland, på en kontrakt som er gældende til sommeren 2016. Hansens første sæson som cheftræner for FC Vestsjælland førte til en nedrykning fra Superligaen, og efter en dårlig sæsonstart i den følgende sæson, blev han fyret den 1. september 2015.
Efter trænergerningerne i forskellige klubber blev Michael Hansen direktør for Ringkøbing IF, hvor han stoppede d. 31. maj 2018.
Den 15. august 2018 blev Hansen ny cheftræner for Silkeborg IF på en kontrakt gældende frem til 31. maj 2019. Efter den sæson tiltrådte han som Head of Coaching hos Silkeborg IF.
Den 30. august 2020 blev han ansat som ny cheftræner for FC Fredericia.